# Crimnologa fletcheri
Crimnologa fletcheri är en fjärilsart som beskrevs av Bradley 1965. Crimnologa fletcheri ingår i släktet Crimnologa och familjen vecklare. Inga underarter finns listade i Catalogue of Life.